# Lambunot (Indrapuri)
Lambunot is een bestuurslaag in het regentschap Aceh Besar van de provincie Atjeh, Indonesië. Lambunot telt 208 inwoners (volkstelling 2010).